# Tormod Granheim

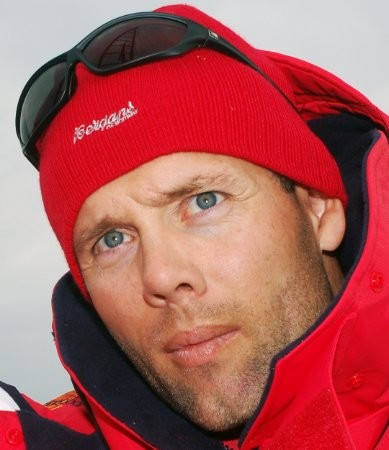
Tormod Granheim

Tormod Granheim, född 17 september 1974 i Trondheim, är en norsk äventyrare, bergsbestigare och extremskidåkare. 16 maj 2006 åkte han skidor utför Mount Everests Nordsida tillsammans med Tomas Olsson.
Sommaren 2006 seglade han från New York till Spanien med vassbåten Abora III.